# Melitaea nigerrima
Melitaea nigerrima är en fjärilsart som beskrevs av Schultz 1908. Melitaea nigerrima ingår i släktet Melitaea och familjen praktfjärilar. Inga underarter finns listade i Catalogue of Life.